# Alaptus maidli
Alaptus maidli är en stekelart som beskrevs av Soyka 1939. Alaptus maidli ingår i släktet Alaptus och familjen dvärgsteklar.
Artens utbredningsområde är:
- Nederländerna.
- Sverige.

Arten är reproducerande i Sverige. Inga underarter finns listade i Catalogue of Life.